# معبد شیموگامو
معبد شیموگامو (به ژاپنی: 下鴨神社 Shimogamo Shrine) یک معبد شینتویی در کیوتو در ژاپن است.